# Tiroidectomia videoassistita
La tiroidectomia videoassistita (in inglese Mini-Invasive Video-Assisted Thyroidectomy, MIVAT) è stata ideata dal Professor Rocco Bellantone dell'Università Cattolica di Roma e dal Professor Paolo Miccoli dell'Università di Pisa ed è una tecnica mininvasiva (poco traumatica) per l'asportazione di metà (emitiroidectomia) o di tutta la tiroide (tiroidectomia). Consiste in un'evoluzione della tecnica tradizionale, che però viene eseguita con un piccolo taglio di 2-3 centimetri, attraverso cui si inserisce un endoscopio (collegato a una telecamera e a uno schermo) e degli strumenti microchirurgici dedicati.

## Differenze con la tecnica tradizionale
- Il paziente viene posto in posizione supina, con il capo in posizione normale. Dopo l'intervento il paziente ha meno dolore alla nuca.
- L'incisione cutanea è molto più piccola, per cui anche la cicatrice risulta più estetica.
- La magnificazione dell'immagine operata dall'endoscopio consente una chirurgia più fine e facilita l'isolamento del nervo laringeo inferiore e delle ghiandole paratiroidi.
- Il minor trauma chirurgico si presta maggiormente all'anestesia locale con blocco cervicale superficiale.
- Il tempo operatorio e la degenza media risultano inferiori con considerevoli vantaggi in termini di costi assistenziali e di impatto sul paziente che può essere dimesso in tempi più brevi.

## Indicazioni alla MIVAT
- Tiroidi e noduli relativamente piccoli.
- Malattie benigne o maligne.

## Controindicazioni alla MIVAT
- Precedenti interventi tradizionali al collo.
- Linfonodi laterocervicali metastatici.